# Borough di Ketchikan Gateway
Il borough di Ketchikan Gateway, in inglese Ketchikan Gateway Borough, è un borough dello stato dell'Alaska, negli Stati Uniti. La popolazione al censimento del 2000 era di 14.070 abitanti. Il capoluogo è Ketchikan.

## Geografia fisica
Il borough si trova nella parte sud-orientale dello stato. Lo United States Census Bureau certifica che la sua estensione è di 4.543 km², di cui 1.349 km² coperti da acque interne.

### Suddivisioni confinanti
- Census Area di Prince of Wales-Hyder

## Centri abitati
Nel Borough di Ketchikan Gateway vi sono 2 comuni (city).

## Galleria d'immagini

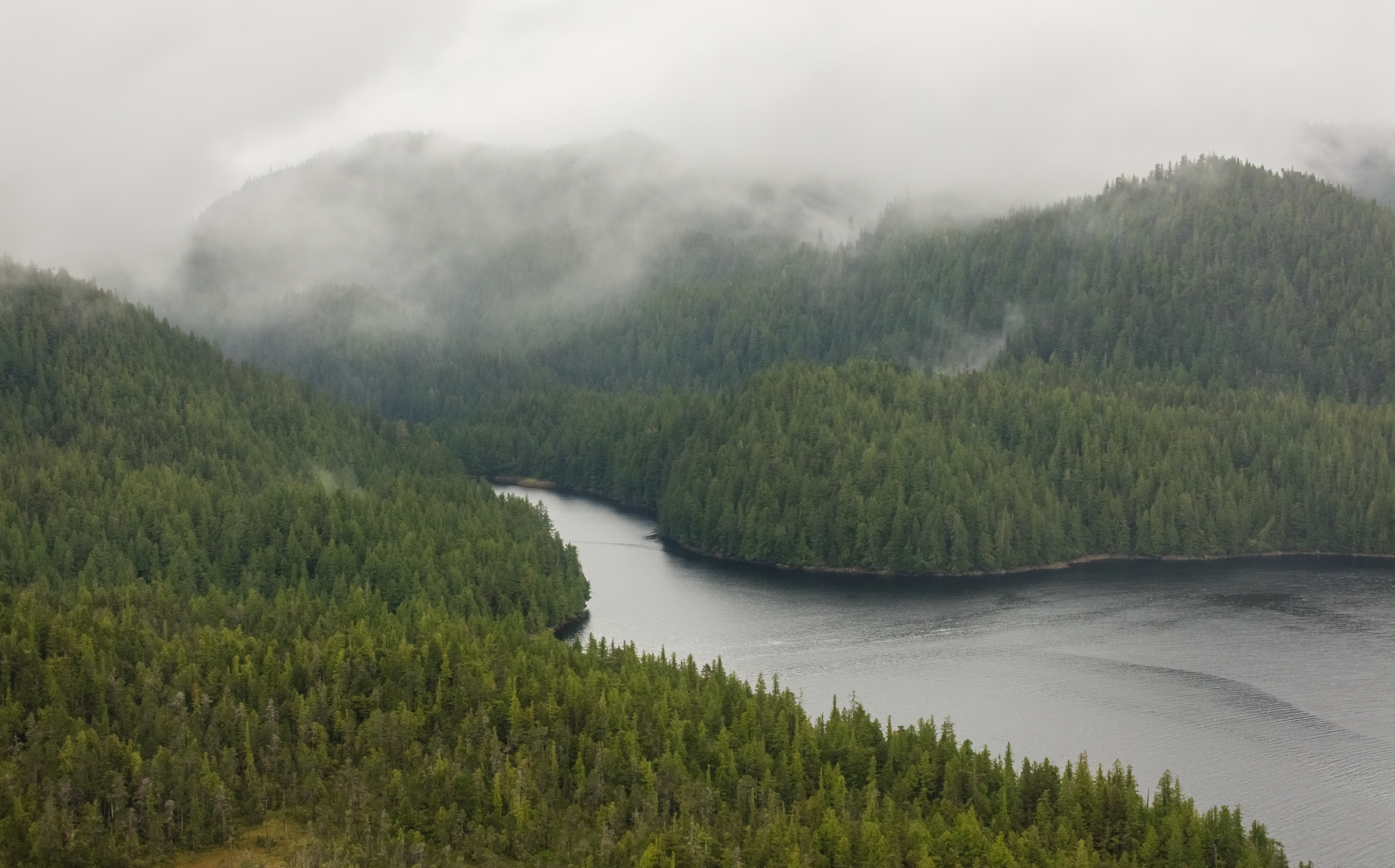
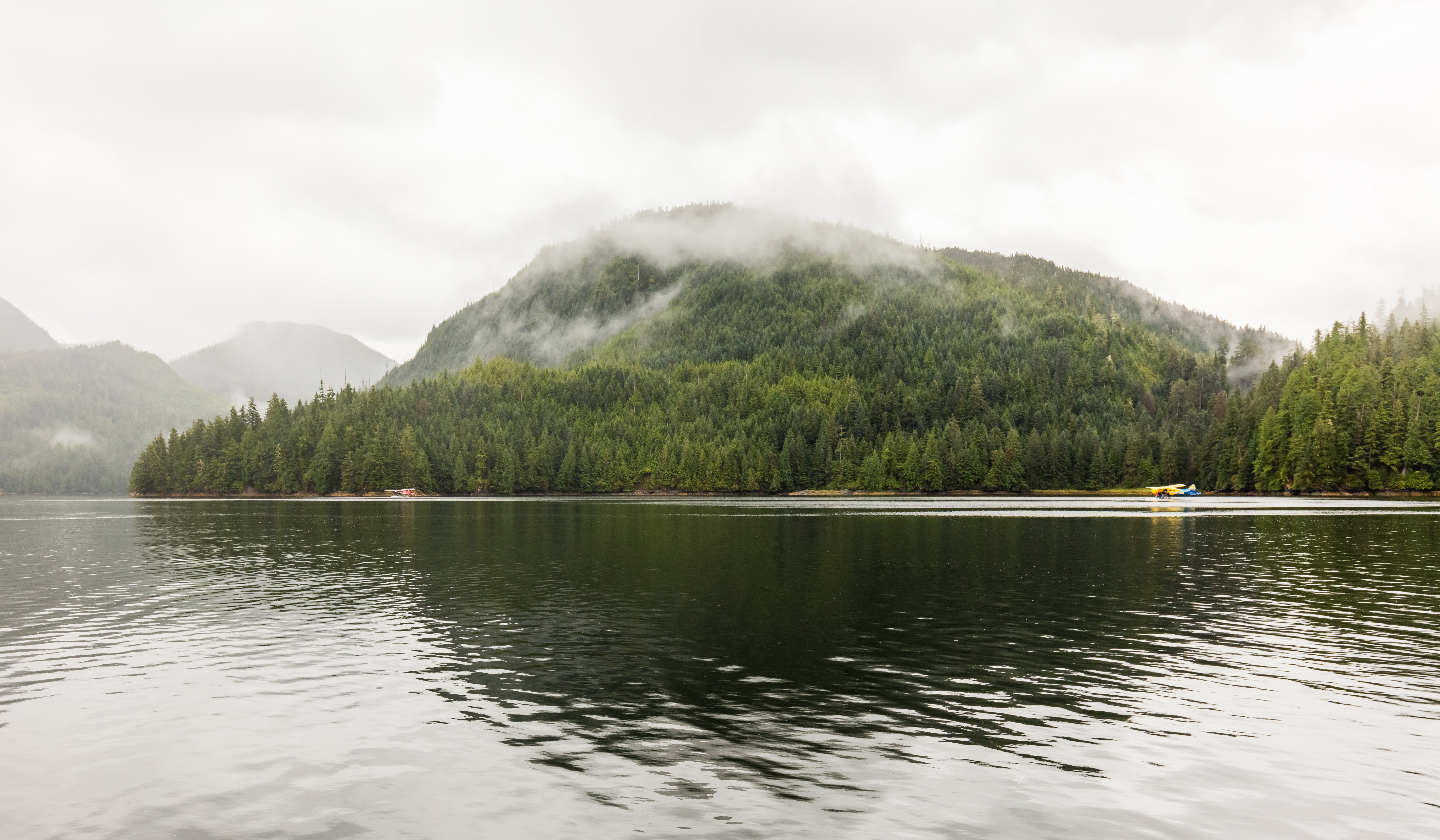
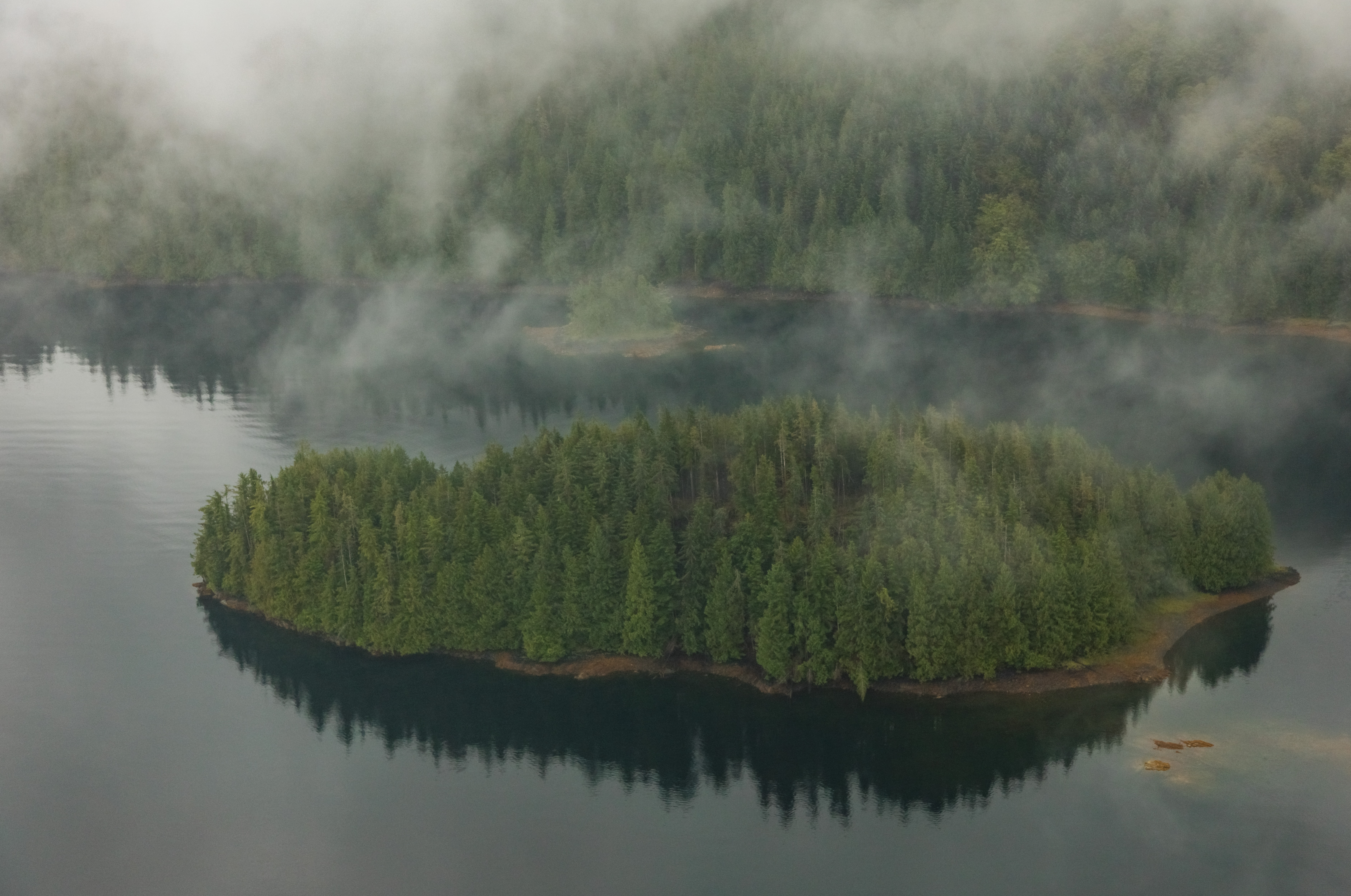
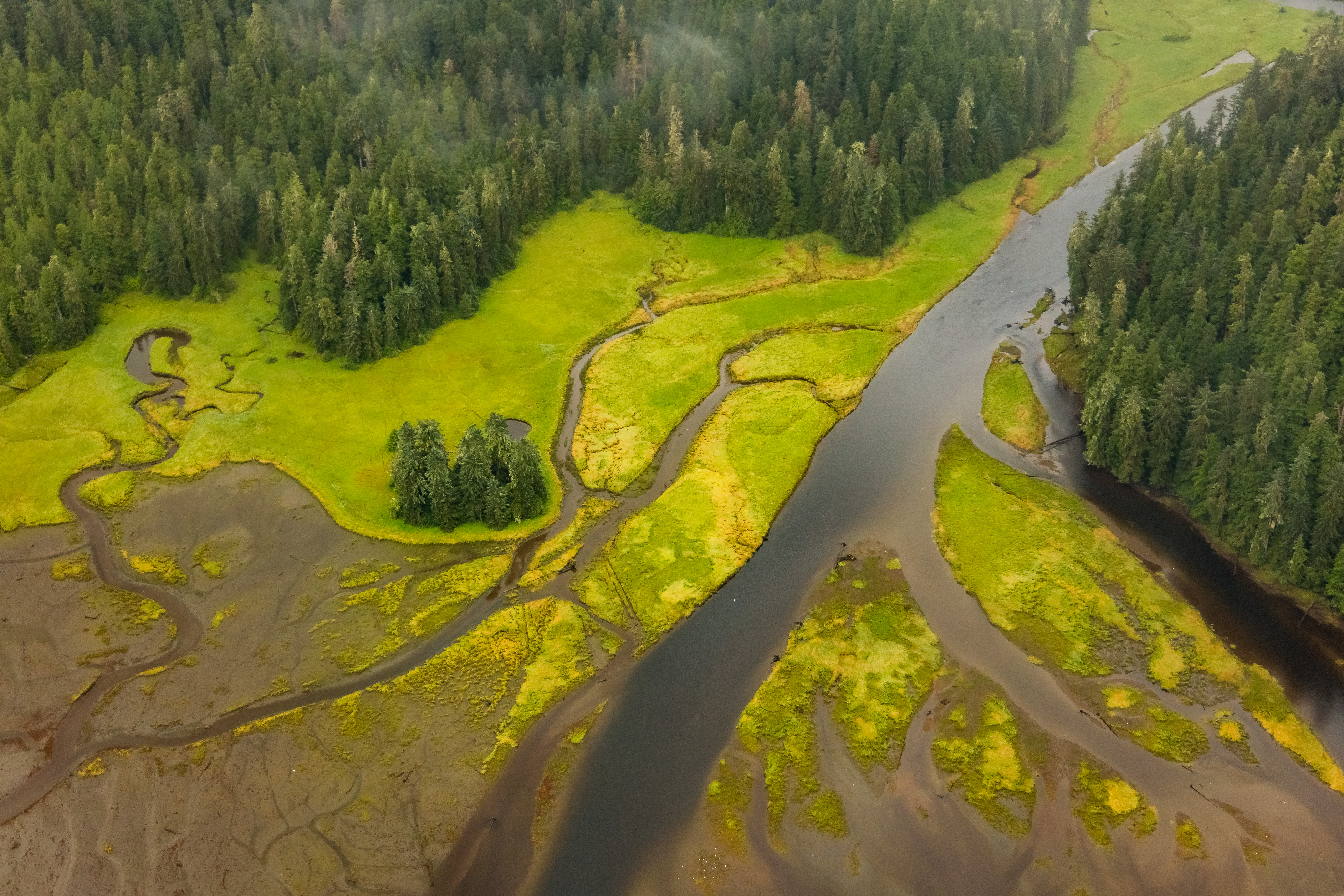
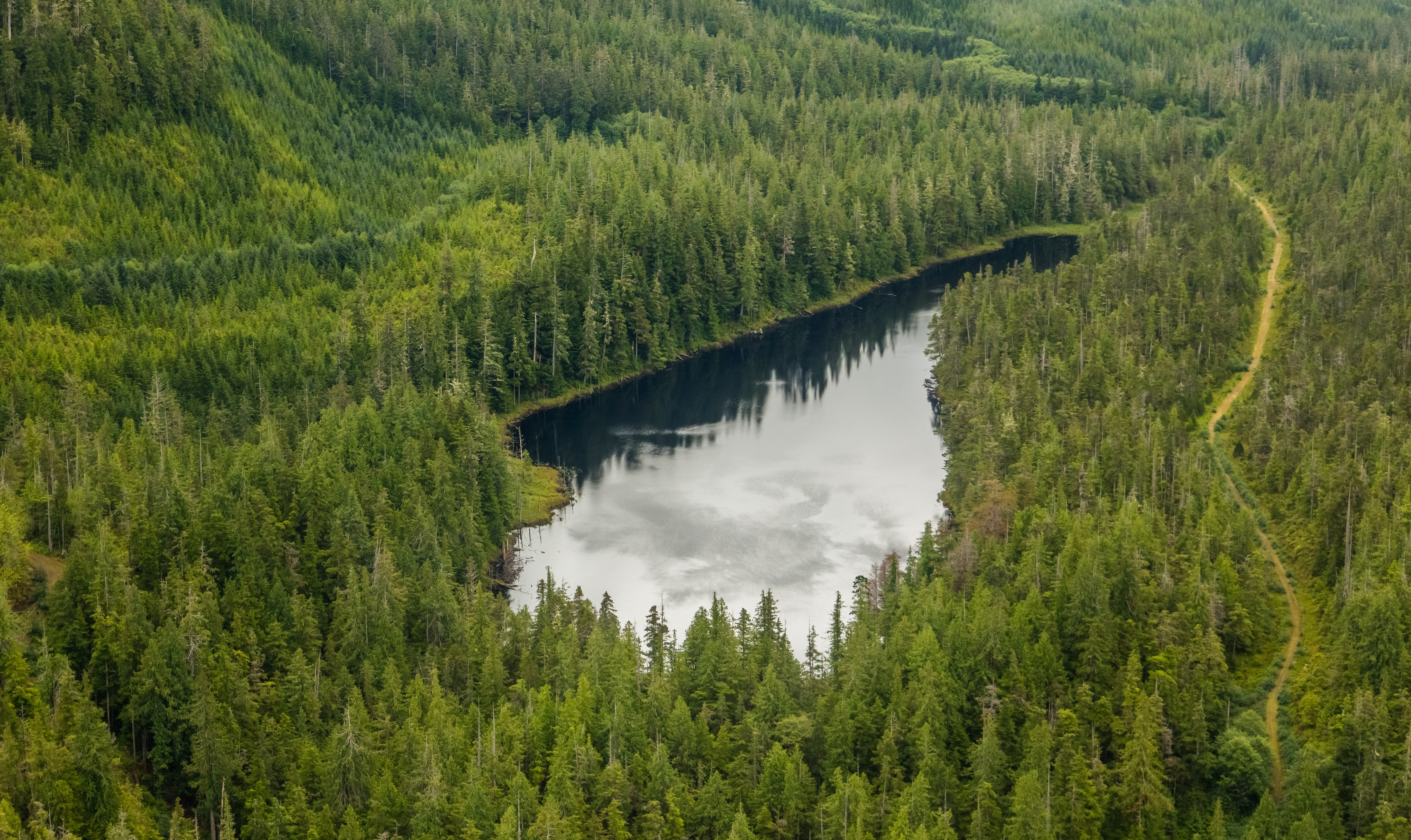
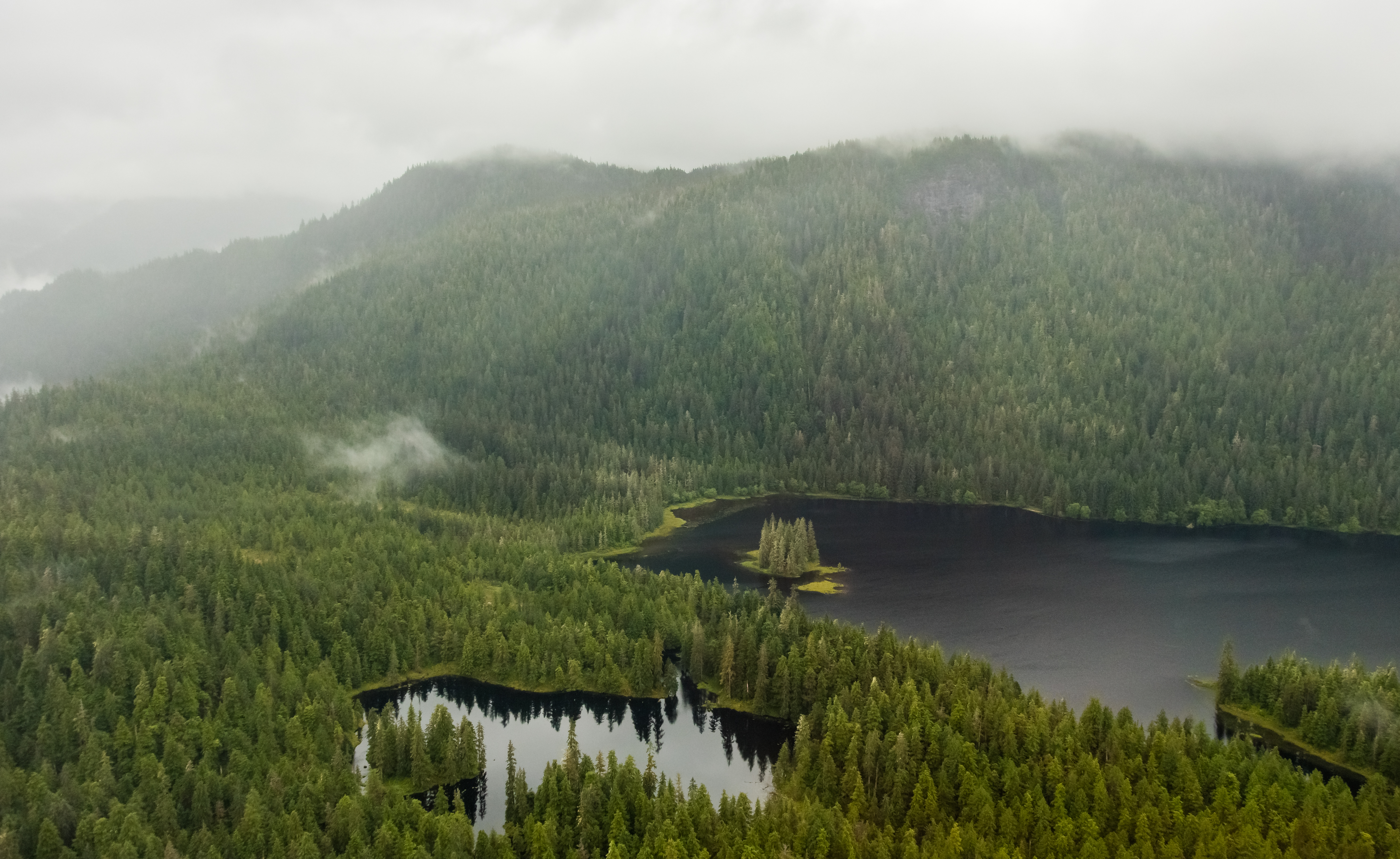
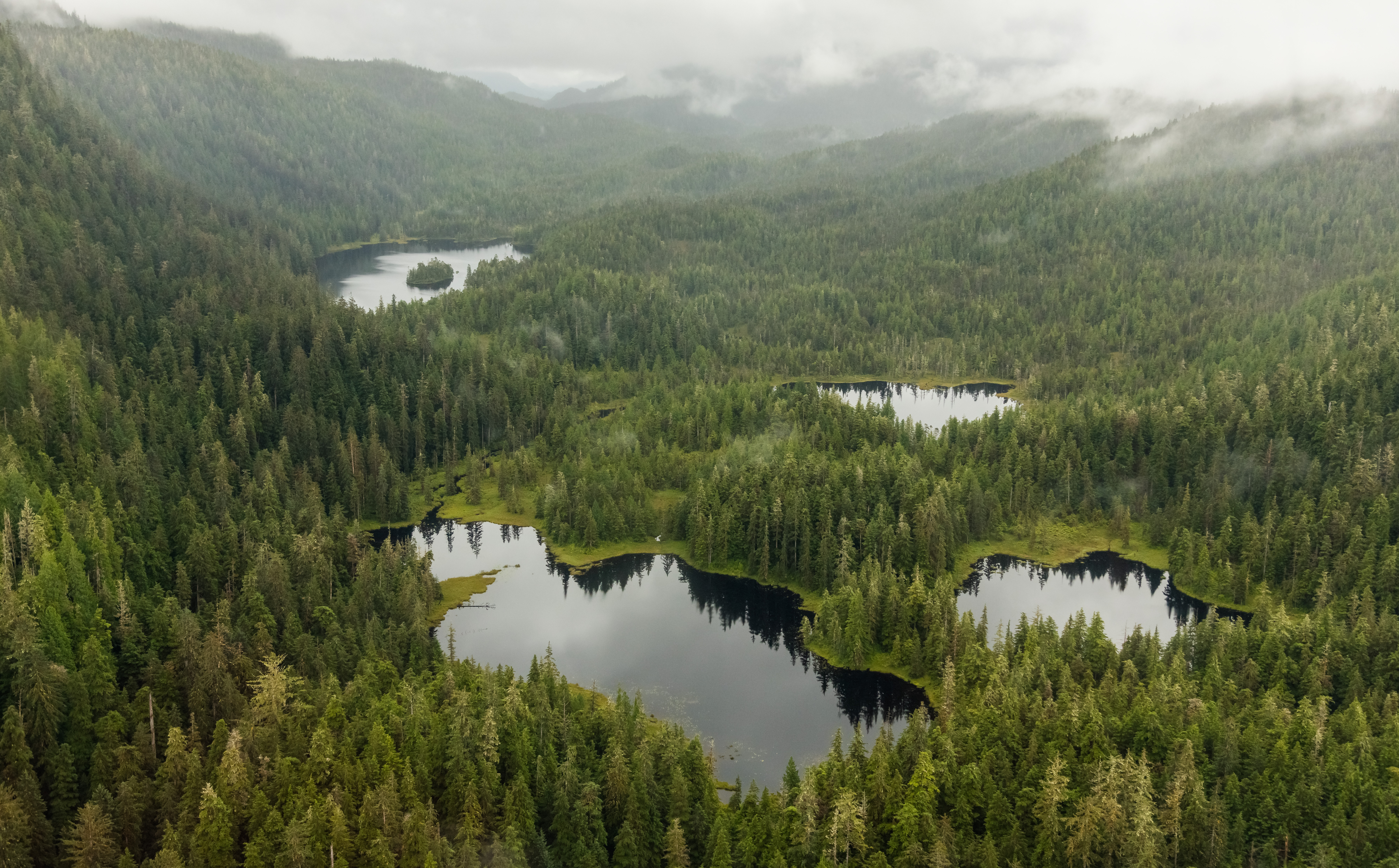
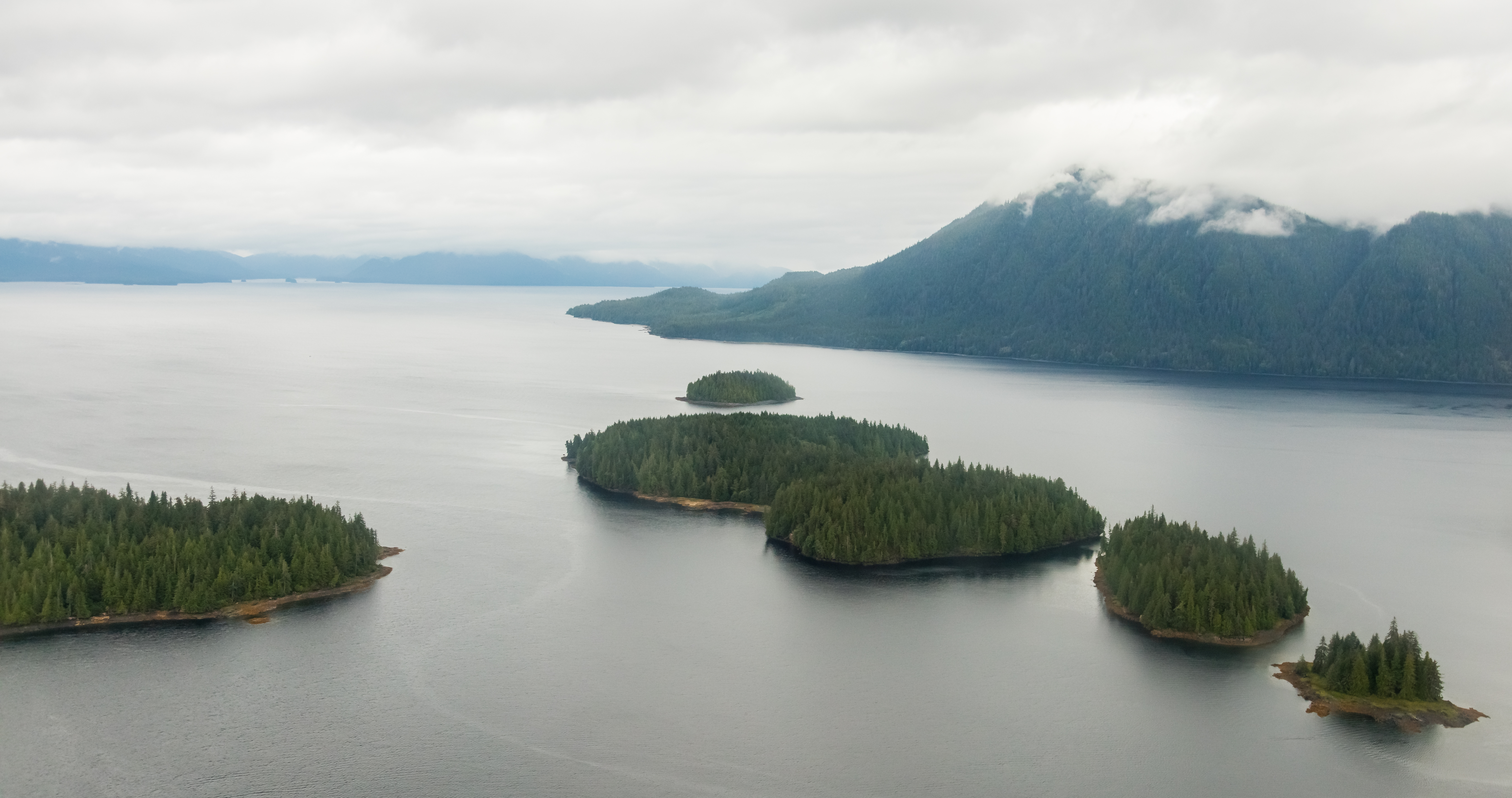

### Comuni
- Ketchikan
- Saxman